# Moacyr Daiuto
Moacyr Brondi Daiuto (Altinópolis, 19 de julho de 1915 – meados de 1994), mais conhecido como Moacyr Daiuto, foi um dos mais importantes treinadores do basquetebol paulista e brasileiro.

## História
Três vezes campeão do Campeonato Brasileiro com o Corinthians; oito vezes campeão do Campeonato Paulista de Basquete (01 vez com o Palmeiras, 06 vezes com o Corinthians e 01 vez com o Sírio) e quatro vezes campeão do Campeonato Sul-Americano de Basquete (03 vezes com o Corinthians e 01 vez com o Sírio), o multicampeão Moacyr Daiuto era o técnico da Seleção Brasileira de Basquetebol Masculino que conquistou o bronze nos jogos Olímpicos de 1948, em Londres, na Inglaterra. Essa foi a primeira medalha olímpica da história do Basquetebol brasileiro, e a primeira medalha olímpica do Brasil em modalidades coletivas.
Moacyr Daiuto dirigiu a Seleção Brasileira de Basquetebol Masculino em 14 jogos (10 vitórias e 4 derrotas) em 2 competições oficiais. Moacyr Daiuto também dirigiu a Seleção Brasileira de Basquetebol Feminino em 6 jogos (4 vitórias e 2 derrotas) em uma competição.
Formado em 1935 pela Escola Superior de Educação Física do Estado de São Paulo (futuramente, Escola de Educação Física e Esporte da USP), foi Professor e Diretor da Instituição. Obteve o título de Professor Emérito em 8 de agosto de 1986. 

## Títulos como técnico
| Equipe      | Campeonato Estadual           | Campeonato Brasileiro | Campeonato Sul-Americano |
| ----------- | ----------------------------- | --------------------- | ------------------------ |
| Palmeiras   | 1961                          |                       |                          |
| Corinthians | 1964, 1965, 1966, 1968 e 1969 | 1965, 1966 e 1969     | 1965, 1966 e 1969        |
| Sírio       | 1971                          |                       | 1971                     |